# 古斯塔夫·莱文豪普特
古斯塔夫·莱文豪普特（瑞典語：Gustaf Lewenhaupt，1879年8月20日—1962年8月7日），瑞典男子马术、现代五项运动员。他曾代表瑞典参加1912年夏季奥林匹克运动会，获得马术团体场地障碍赛金牌。